# Mehrergebnis
Mehrergebnis ist ein Begriff aus dem Steuerrecht. Er bezeichnet das Mehr an Steuereinnahmen, das aufgrund einer Außenprüfung für den Staat anfällt. Außenprüfer der Finanzämter werden weder anhand des von ihnen erwirtschafteten Mehrergebnisses bezahlt noch erhalten sie hierfür andere Vorteile, beispielsweise Beförderungen. Solche Vergünstigungen sind rechtlich unzulässig, weil sie im Widerspruch stehen zu gesetzlich festgelegten Prüfungsgrundsätzen. Außenprüfer sind gemäß § 199 AO verpflichtet, die steuerlichen Verhältnisse zugunsten wie zuungunsten des Steuerpflichtigen zu überprüfen, was zu Steuernachzahlungen und Steuererstattungen führen kann.
Im Jahr 2011 wurden nach Angaben des Bundesfinanzministeriums folgende Mehrergebnisse erzielt:
- Die Betriebsprüfungen führten zu einem Mehrergebnis von 16,3 Mrd. €.
- 13.226 Prüfer waren im Einsatz und erzielten durchschnittlich ein Mehrergebnis von rund 1,23 Mio. € je Prüfer.
- Von den 8.571.212 in der Betriebskartei der Finanzämter erfassten Betrieben wurden 197.518 Betriebe geprüft; das entspricht 2,3 %.